# Alcira
Alzira (także Alcira) – miasto we wschodniej Hiszpanii nad rzeką Júcar, leży w prowincji Walencja; ok. 95 000 mieszkańców.
Miasto znane jest z uprawy drzew pomarańczowych. Jest tam również rozwinięty przemysł spożywczy oraz meblarski.

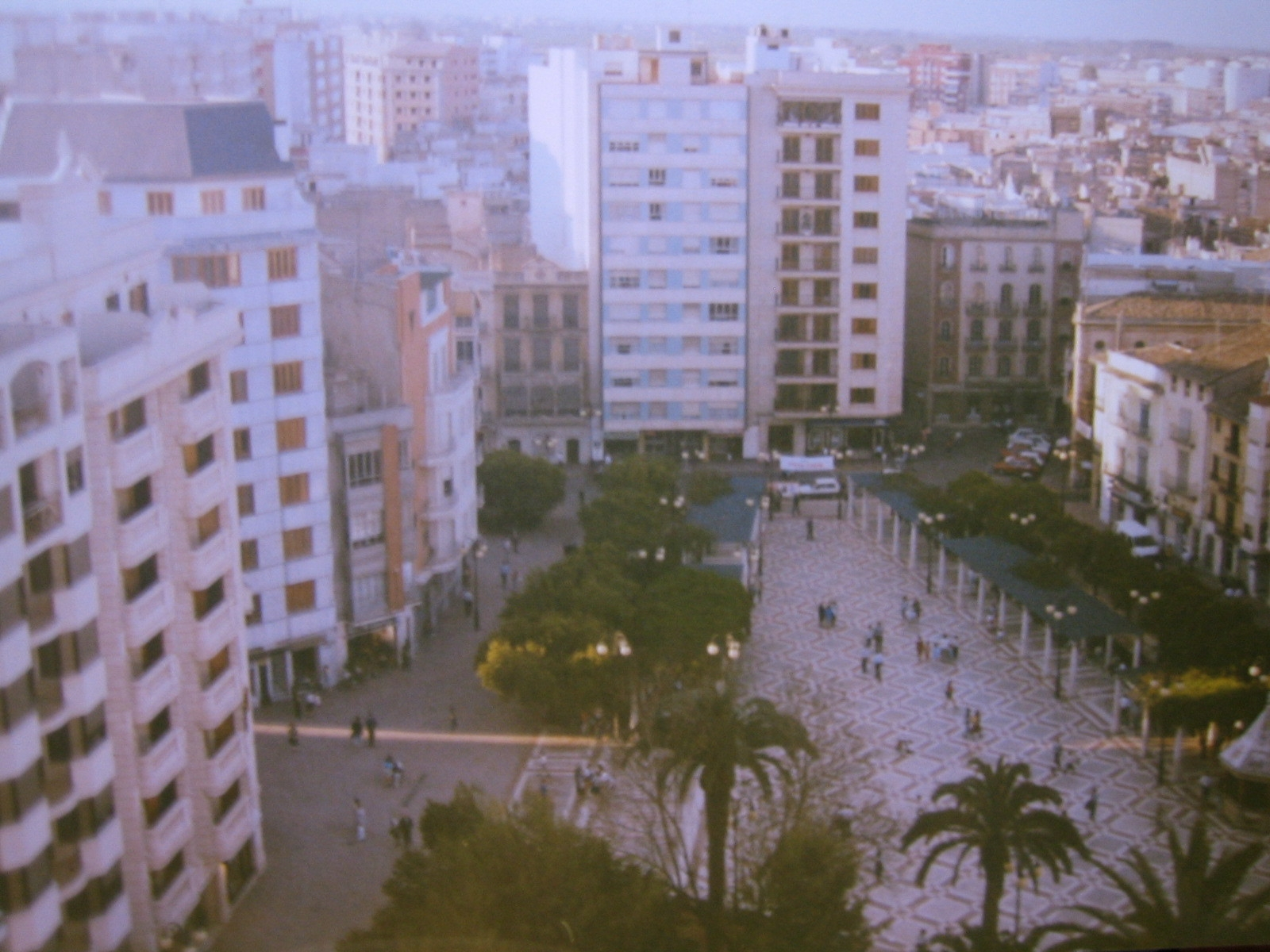
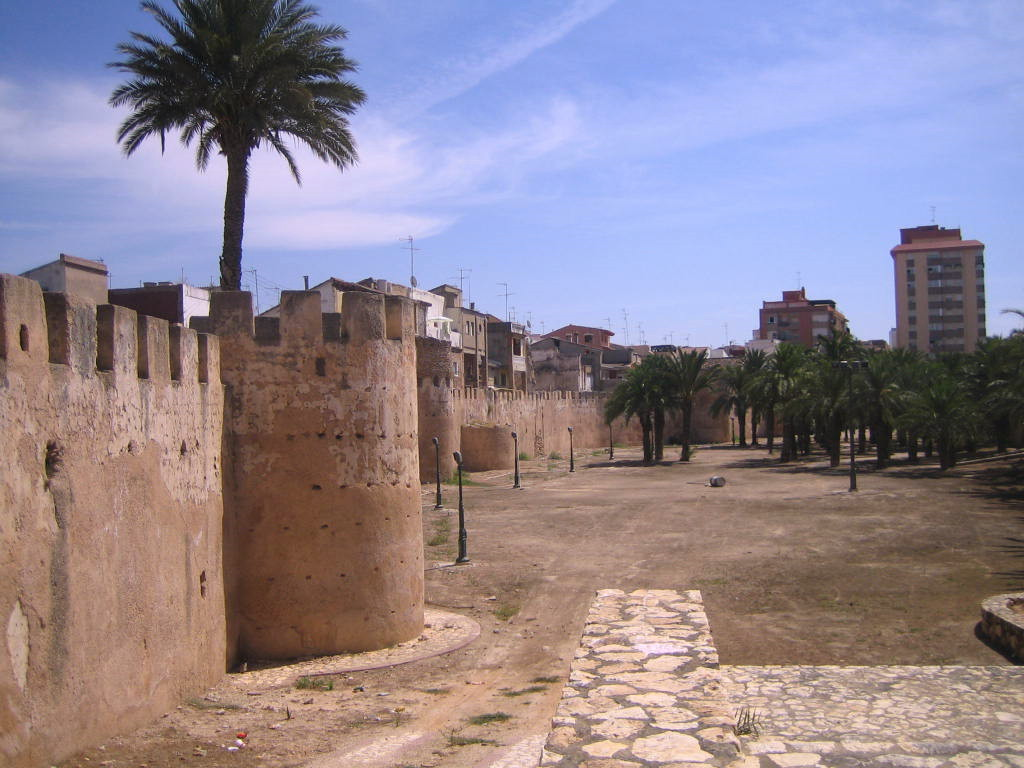
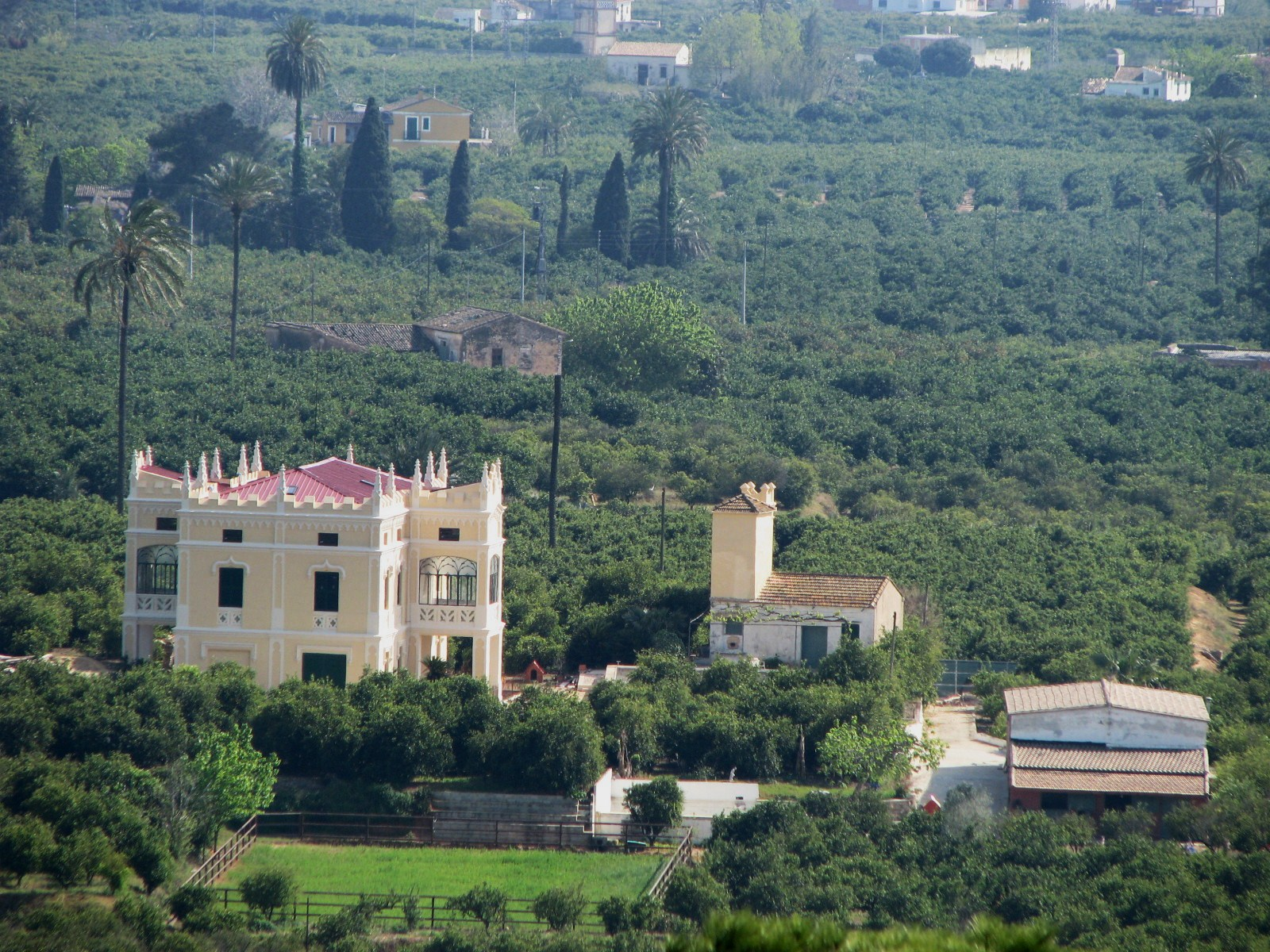
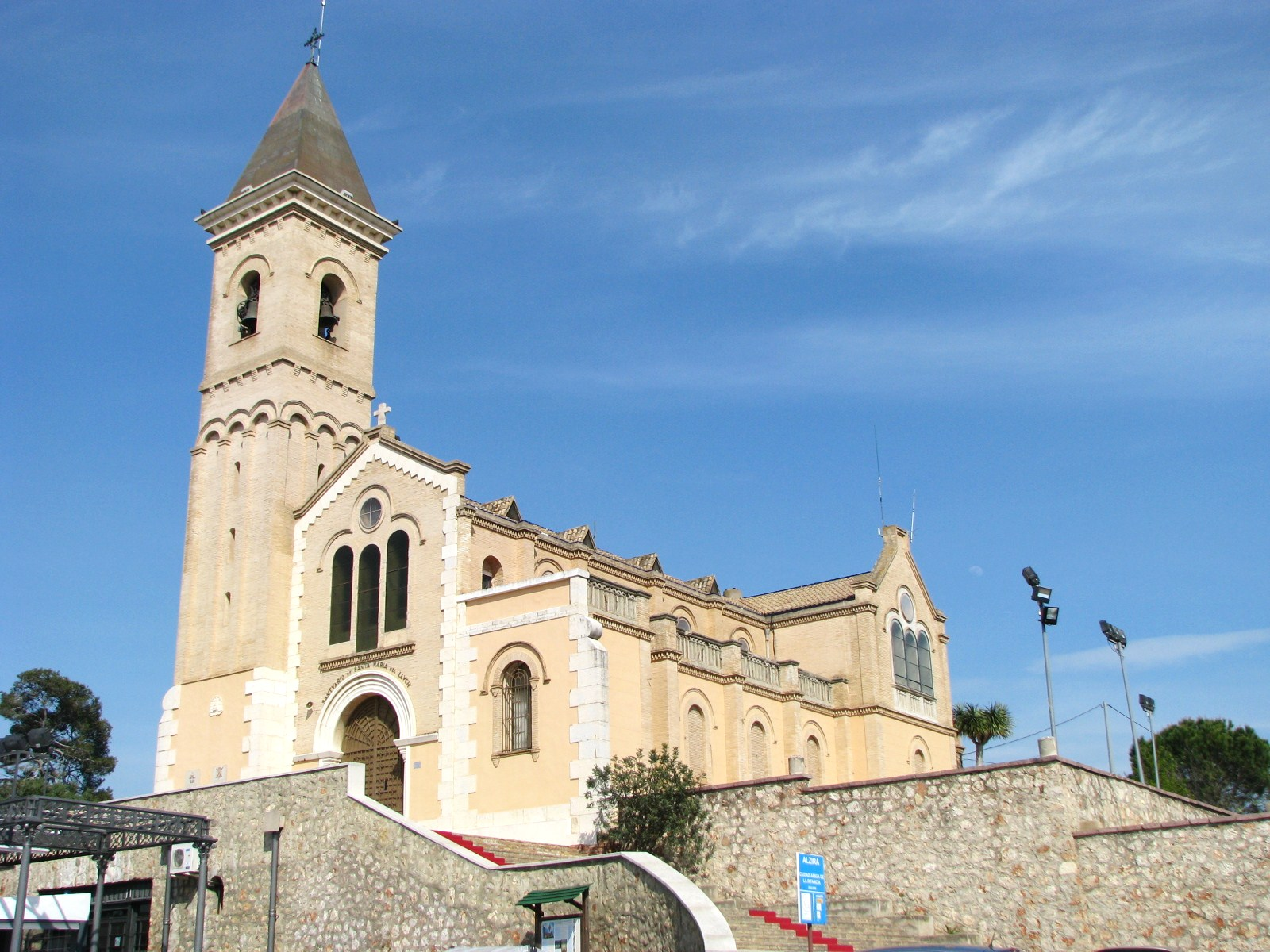
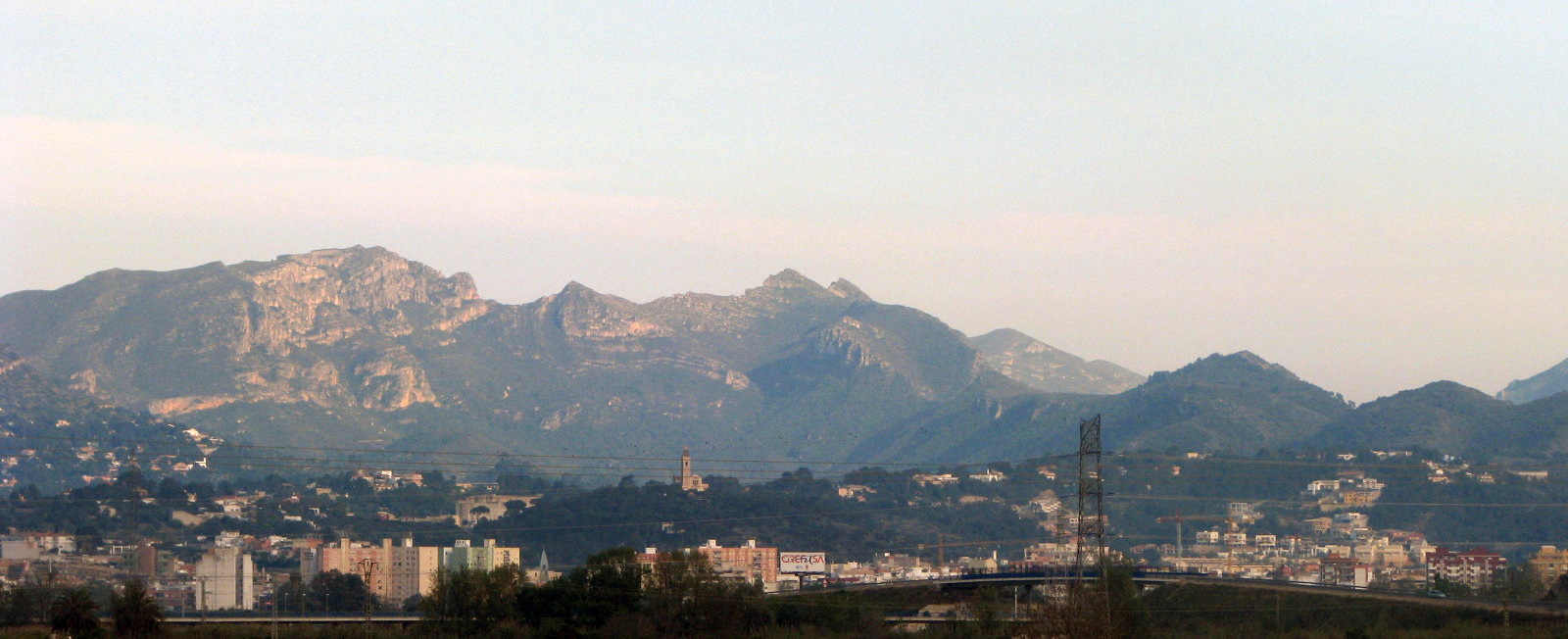